# Östra Jönsen
Östra Jönsen är en sjö i Bollnäs kommun i Hälsingland och ingår i Testeboåns huvudavrinningsområde. Sjön är 12 meter djup, har en yta på 0,419 kvadratkilometer och befinner sig 320,3 meter över havet. Sjön avvattnas av vattendraget Jönsån.

## Delavrinningsområde
Östra Jönsen ingår i det delavrinningsområde (678116-152461) som SMHI kallar för Inloppet i Rocksjön. Medelhöjden är 341 meter över havet och ytan är 7,05 kvadratkilometer. Det finns ett avrinningsområde uppströms, och räknas det in blir den ackumulerade arean 18,56 kvadratkilometer. Jönsån som avvattnar avrinningsområdet har biflödesordning 2, vilket innebär att vattnet flödar genom totalt 2 vattendrag innan det når havet efter 91 kilometer. Avrinningsområdet består mestadels av skog (89 procent). Avrinningsområdet har 0,42 kvadratkilometer vattenytor vilket ger det en sjöprocent på 5,9 procent.